# 이흡
이흡(李翕, ? ~ ?)은 전한 말기의 관료이다.

## 행적
원시 4년(4년), 수형도위 이흡은 태복 왕운, 대홍려 염천, 대사도사직 진숭(陳崇), 중랑장 학당·사은(謝殷)·진봉(陳鳳), 기도위 녹병과 함께 부절·가절을 갖고 천하를 돌며 풍속을 관장하였다. 이때의 공로로 이듬해에 모두 열후에 봉해졌다.

## 출전
- 반고, 《한서》 권18 외척은택후표

| 전임 신무 | 전한의 수형도위 (4년 ~ 5년 당시) | 후임 (불명) |

| 선대 (첫 봉건) | 전한의 읍향후 5년 윤월 정유일 ~ ? | 후대 (불명) |